# Diversidad sexual en Corea del Norte
La diversidad sexual en Corea del Norte se enfrenta a ciertos desafíos legales y sociales no experimentados por otros residentes. En Corea del Norte, república socialista; basada en la ideología Juche situada en Asia, la condición homosexual o transgénero no son penalizadas de iure por ninguna ley específica desde la creación del estado a mediados del siglo XX. Oficialmente no se penaliza la pertenencia a la comunidad LGBT aunque se han descrito casos en los que los medios de comunicación oficiales han mostrado la homosexualidad como un ejemplo de la «decadencia moral de Occidente en contraste con la pureza de los valores socialistas del país».
El gobierno no apoya de facto a la población LGBT, que carece de normativas contra la discriminación o reconocimiento de matrimonio o uniones civiles, ni permite que otros ciudadanos o entidades como asociaciones u ONG apoyen sus derechos.

## Legislación sobre relaciones homosexuales
Según el Informe sobre la Homofobia de Estado 2017, editado en mayo de 2017 por ILGA, no existen en Corea del Norte leyes que penalicen los actos sexuales consentidos entre adultos. El Código Penal vigente desde 1950, enmendado en abril de 1999, no contiene ningún artículo que prohíba la homosexualidad, las actividades sexuales homosexuales voluntarias realizadas en el ámbito privado sin intercambio económico o la condición transgénero. La edad de consentimiento para mantener relaciones homosexuales es igual a la heterosexual: 15 años. No obstante el mismo informe señala que, aunque el Código Penal no tipifica las organizaciones ilegales, "la actividad que desarrollara una organización de la sociedad civil que trabajara en temas de derechos humanos relacionados con la orientación sexual no sería posible llevarla a cabo".
La Constitución de Corea del Norte, revisada por última vez en 2013, no aborda explícitamente la discriminación por orientación sexual o identidad de género. La Constitución garantiza ampliamente a sus ciudadanos multitud de derechos civiles y políticos, culturales o económicos, incluido "disfrutar de iguales derechos en todas las esferas del Estado y las actividades públicas".
La Ley Militar ordena el celibato durante los primeros 10 años de servicio para todos los en listados. Según indican refugiados norcoreanos los soldados masculinos regularmente rompen esta regla participando en encuentros sexuales casuales hetero y homosexuales. En este último caso se describen como un comportamiento sexual situacional en lugar de una orientación sexual propiamente dicha.

“En invierno, cuando a los soldados solamente se les daba un par de sábanas andrajosas, era común que encontrásemos una pareja y durmiésemos abrazados para guardar el calor. (...) Lo considerábamos parte de lo que el partido llamaba ‘camaradería revolucionaria”.
Jang Yeong-jin, refugiado norcoreano en Corea del Sur (2015) 

## Sociedad
Desde la década de 1990 algunos informes indican que el gobierno de Corea del Norte ha estado dispuesto a «mirar hacia otro lado» con referencia al sexo prematrimonial y al adulterio. Sin embargo esta evolución social no parece aplicarse a las personas LGBT. La homosexualidad se sigue considerando tabú, hablando escasamente sobre su existencia, y la presión social para casarse y procrear es intensa.

"En Corea del Norte el gobierno decide lo que está bien o mal, por lo que carecíamos de información sobre otros países o sociedades. No sabía qué era ser gay porque el concepto de homosexualidad no existe".
Jang Yeong-jin, refugiado norcoreano en Corea del Sur (2015) 

Testimonios de varios refugiados norcoreanos en Corea del Sur evidencian que la mayoría de la población norcoreana desconoce la existencia de una orientación sexual distinta a la heterosexual. La mayoría de los homosexuales descubrieron después de abandonar el país que existe la idea de la homosexualidad.

"(En una revista surcoreana) Había una foto de un beso entre dos hombres acompañando a un artículo que explicaba la homosexualidad desde el punto de vista científico. Entonces comprendí por qué no deseaba a mi mujer y por qué pensaba tanto en Sun-cheol".
Jang Yeong-jin, refugiado norcoreano en Corea del Sur (2015) 

La cultura y sociedad norcoreana es, en líneas generales, conservadora y las muestras de sexualidad evidentes no están bien vistas. Sin embargo el desconocimiento sobre la homosexualidad parece bastante amplio. Una evidencia se produce en los testimonios recogidos de turistas occidentales homosexuales, actividad regulada por el gobierno, y la población norcoreana, con resultados sorprendentes:

"Cuando (los norcoreanos) se encuentran con turistas gay a menudo piensan que es una situación bastante divertida.(...) Diría que no hay homofobia en ningún norcoreano. A fin de cuentas puedes odiar aquello que no comprendes pero es difícil estar en contra de algo sobre lo que no tienes ninguna concepción. El desconocimiento total que la gente tiene de la homosexualidad se combina con la delicadeza del Este Asiático con hombres tomados de la mano, cantando y siendo abiertamente emocionales. (Como destino turístico) Parece muy seguro".
Simon Cockerell, propietario de agencia de viajes occidental (2015) 

## Derecho de familia de la República Popular Democrática de Corea
El derecho de familia es un documento con 54 artículos que regula la conformación de familias en Corea del Norte. El artículo 8 del derecho de familia especifica que un matrimonio puede ser válido solo si se conforma entre un hombre y una mujer, descartando uniones entre personas del mismo sexo.

Artículo 8 (Matrimonio libre y monogamia)

Los ciudadanos tienen derecho al matrimonio libre.  El matrimonio sólo podrá celebrarse entre un hombre y una mujer.
Family Law of the Democratic People's Republic of Korea (2009)

## Medios de Comunicación
La homosexualidad en los medios de comunicación norcoreanos ha sido representada de manera negativa.
En el 2014, Agencia Telegráfica Central de Corea, realizó un crítica homófoba en contra Michael Kirby, cuando este realizó críticas al gobierno norcoreano por la cuestión de los derechos humanos en el país.

Kirby, inventor principal del susodicho "informe", es un viejo lujurioso que dejó sonados casos de homosexualidad durante más de 40 años pasados y ahora, aunque tiene más de 70 años de edad, está impaciente por casarse con otro maricón.

El que se atreve a atender el problema de DDHH de un país es ese "pájaro" que no puede existir en la RPDC, donde reinan la idea sana y la ética noble, y causa escándalo social hasta en los países occidentales.
ACNC

Cuando el desertor norcoreano, Shin Dong-hyuk aseguró haber falseado parte de su testimonio para que se realizara el informe de la situación de los derechos humanos en Corea del Norte, el ACNC nuevamente hizo una referencia negativa a la orientación sexual de Michael Kirby

Kirby, ex presidente del "comité de investigación" quien dirigió la fabricación del "informe", es viejo libidinoso que produjo escándalos por su vida homosexual de varias décadas. Lo que él hizo como "magistrado" fue reclamar la legitimidad del matrimonio igualitario pese a las críticas de los habitantes de su país y cometer las estafas políticas. Además, es tipejo conflictivo anti-RPDC que interpreta siempre la realidad de ésta por el estilo nazista.
ACNC

También el comentarista, Jong Il-hyon en ACNC escribió una crítica al gobierno de los EEUU y su participación en África en donde mencionó la homosexualidad como algo no relevante para el pueblo de Ghana, citando a un diputado de ese país.

Con respecto a que el vicepresidente estadounidense exigió al gobierno de Ghana el aseguramiento de los derechos de los homosexuales, un parlamentario ghanés criticó que "es muy lamentable el récord de DDHH del vicepresidente estadounidense y su gobierno" y que "los ghaneses no tienen nada que aprender de ello".

El dirigente del Partido Social de Zambia reveló que EE.UU. no persigue la democracia ni los derechos humanos en África sino sus intereses geopolíticos y provechos económicos.
Jong Il-hyon, Periodista de KCNA